# Wielen
Wielen – miejscowość i gmina w Niemczech, w kraju związkowym Dolna Saksonia, w powiecie Grafschaft Bentheim, wchodzi w skład gminy zbiorowej Uelsen. Najbardziej na zachód położona gmina kraju związkowego.